# ناحیه برن ساید، میشیگان
ناحیه برن ساید (به انگلیسی: Burnside Township) یک منطقهٔ مسکونی در ایالات متحده آمریکا است که در شهرستان لپیر، میشیگان واقع شده‌است.
 ناحیه برن ساید ۱۴۰٫۱ کیلومتر مربع مساحت و ۱٬۸۶۴ نفر جمعیت دارد و ۲۵۵ متر بالاتر از سطح دریا واقع شده‌است.